# کیم نگوین
کیم نگوین (انگلیسی: Kim Nguyen؛ زادهٔ ۱۹۷۴) کارگردان و فیلمنامه‌نویس اهل کشور کانادا است. پدر وی ویتنامی و مادرش کانادایی فرانسوی زبان بودند. بیشتر شهرت کیم نگوین به خاطر ساخت فیلم جادوگر جنگ می‌باشد. فیلمی که نگوین جوایز متعددی را به خاطر آن دریافت نمود.